# 2019 en architecture
| Années de l'architecture : 2016 - 2017 - 2018 - 2019 - 2020 - 2021 - 2022    |
| Décennies de l'architecture : 1980 - 1990 - 2000 - 2010 - 2020 - 2030 - 2040 |

Les événements liés à l'architecture en 2019 :

## Réalisations
- Wuhan Greenland Center, 636 m, qui deviendra le plus haut gratte-ciel  de Chine et le second plus haut immeuble du monde (achèvement prévu).
- Lakhta Center, 462 m, qui deviendra le plus haut gratte-ciel de Russie et d'Europe (ouverture prévue).
- Château de Berlin,  reconstruction du château de la dynastie Hohenzollern (achèvement prévu en juillet).
- Nouveau stade olympique national, Tokyo, qui sera l'un des équipements des Jeux olympiques d'été de 2020 (achèvement prévu en novembre).
- Jeddah Tower, 1 001 m, qui deviendra le plus haut gratte-ciel du monde (achèvement prévu en décembre).

## Récompenses
- 24 mai : le prix Pritzker est remis à Arata Isozaki

## Décès
- 26 avril : Hans-Joachim Pysall, architecte allemand, né le 4 décembre 1929.
- 16 mai : Ieoh Ming Pei
- 8 octobre : Pierre Parat, né le 16 avril 1928